# Куритиба (футбольний клуб)
Куритиба — бразильський футбольний клуб з міста Куритиба, штат Парана. Це найстаріша футбольна команда штату. «Куритиба» перемагала у чемпіонаті штату Парана 36 разів, більше, ніж усі інші суперники разом узяті. «Куритиба» стала чемпіоном Бразилії і утримує світовий рекорд, здобувши 24 перемоги поспіль.

## Історія
Клуб був заснований німецькими іммігрантами. Перший матч був зіграний 23 жовтня 1909 року. У 1916 році «Куритиба» виграла свій перший титул чемпіонату штату. У 1985 році Куритиба стала чемпіоном Бразилії. Через складну структуру проведення чемпіонату, після фіналу з'ясувалося, що команда стала чемпіоном, маючи негативну різницю забитих і пропущених м'ячів (25-27).

## Досягнення
- Чемпіон Бразилії: 1

1985